# Héctor Milián
Héctor Milián Pérez (ur. 14 maja 1968 w Pinar del Río) – kubański zapaśnik w stylu klasycznym. Trzykrotny olimpijczyk. Złoty medalista olimpijski z Barcelony 1992 w wadze do 100 kg. Piąty w Atlancie 1996 w tej samej wadze i w Sydney 2000 w wadze do 130 kg.
Ośmiokrotny uczestnik mistrzostw świata, pięciokrotny medalista, złoty w 1991 roku. Czterokrotnie najlepszy na igrzyskach panamerykańskich w 1987, 1991, 1995 i 1999 roku. Dziewięć razy wygrywał na mistrzostwach panamerykańskich. Mistrz igrzysk Ameryki Środkowej i Karaibów. Triumfator Pucharu Świata w 1988, 1989, 1990, 1992; drugi w 1995, 1996; trzeci w 1987; czwarty w 1986 roku.